# Math rock
El math rock es un estilo de rock progresivo e indie que surgió a finales de la década de los 80 en EE. UU. y Japón, teniendo como principales influencias a bandas como King Crimson y Rush, así como también a compositores de música minimalista tales como Steve Reich. Se caracteriza por la complejidad de sus ritmos y lo raro de sus estructuras. Maneja espacios y tiempos extremos, de esta forma en una misma canción se puede escuchar una melodía armoniosa a la vez que un riff distorsionado. Posee similitudes con el post-rock.

## Descripción
Los artistas que se encuentran en el mundo del math rock siempre tratan de innovar, buscando nuevos sonidos para mostrar; sin embargo, siempre pretenden dejarle al oído algo instantáneamente reconocible.
En el math rock generalmente tratan de priorizar los sonidos de la batería, dándole ella una característica muy especial a este género debido a que es la que maneja los tiempos de las canciones.
La voz, por lo general, no es muy relevante en este género. Simplemente es utilizada como un sonido más en la mezcla y muchas veces es mezclada a menor volumen, escuchándose poco o casi nada. Por esto, la mayoría de los grupos de math rock suelen ser enteramente instrumentales.

## Grupos
En la actualidad, el género ha tomado impulso y han surgido varios grupos en distintas áreas; antes la mayoría estaba concentrada en la zona norte y oeste de EE. UU. Ahora es Japón quien ha tomado el control de este género teniendo una increíble explosión de grupos nuevos dedicados al Math Rock.
En España, varias obras de Clónicos son del género.
Las bandas de mayor reconocimiento con claras influencias de math rock son Lost Minnow, Foals y Minus The Bear